# Hybride effecten
Hybride effecten zijn effecten die zowel elementen van schulden als aandelen bevatten. Een voorbeeld hier is een converteerbare obligatie, ofwel CoCo. Dit is een obligatie die kan worden omgewisseld in de onderliggende aandelen of een geldbedrag. Andere veelgebruikte vormen van hybride effecten zijn financiële leases en warrants (aandelenkooprechten).